# Gösta Olson
Gustaf Adolf Olson (Linköping, Östergötland, 10 de maig de 1883 – Estocolm, 23 de gener de 1966) va ser un gimnasta i tirador d'esgrima suec que va competir a primers del segle xx.
El 1908 va prendre part en els Jocs Olímpics de Londres, on guanyà la medalla d'or en la prova del concurs complet per equips, com a membre de l'equip suec. En la prova d'espasa individual quedà eliminat en sèries.